# 극장판 가면라이더 디케이드: 올라이더 대 대쇼커
극장판 가면라이더 디케이드 올라이더 대 대쇼커(일본어: 劇場版 仮面ライダーディケイド オールライダー対大ショッカー 게키조반 카멘라이다 디케이도 오루라이다 타이 다이숏카[*])는 일본 토에이가 제작한 영화로, 2009년 가면라이더 시리즈 작품인 《가면라이더 디케이드》의 극장판이다. 2009년 8월 8일 일본에서 《사무라이전대 신켄저》 〈극장판 사무라이전대 신켄저 천하 양분의 싸움〉과 동시에 개봉했다. 캐치프라이즈는 "시간을 넘어 집결하라. 궁극의 히어로 무비 탄생!"(일본어: 時を超えて集結せよ。究極のヒーロームービー誕生! 토키오 코에테 슈케츠세요. 큐쿄쿠노 히로무비 탄조![*])과 "올라이더 대결전"(일본어: オールライダー大決戦! 오루라이다 다이켓센![*])이다. 일본 내 개봉 첫주, 1위의 흥행 성적을 기록하였으며, 그 뒤로 《해리포터와 혼혈 왕자》(2위)와 《극장판 포켓몬스터 아르세우스 초극의 시공으로》(3위)가 뒤를 이었다. 흥행 수입으로 20억 엔 이상을 기록했다.

## 개요
헤이세이 가면라이더 10주년 기념 작품인 《가면라이더 디케이드》의 극장판으로, 헤이세이 가면라이더 뿐만 아니라 쇼와 시대의 가면라이더까지 출연하여 총 25명의 주역 라이더(2호 라이더 또는 기타 라이더 및 디엔드 소환 라이더 제외)가 출연한다. 영화화는 2009년 5월부터 시작되었다.
가면라이더 블랙·블랙 RX로 변신하는 미나미 코타로를 연기했던 쿠라타 테츠오, 가면라이더 아기토로 변신하는 츠가미 쇼이치를 연기했던 카슈 토시키가 우정 출연하며, 히카리 에이지로 역의 이시바시 렌지가 사신 박사 역할을 맡는다. 또한 오스기 렌이 지옥대사 역으로, 아라이 모에가 츠카사의 여동생 카도야 사요 역으로, 오우라 류우이치가 츠키카게 노부히코·쉐도우 문 역할을 맡았다. 2009년으로 솔로 활동 10주년을 맞은 각트가 엔딩곡 "The Next Decade"를 발표했으며 TV판의 오프닝곡이었던 "Journey through the Decade"도 발표했다. Gackt also appears in the film as Jōji Yūki. 이 밖에, 가면라이더 쿠우가의 새로운 형태인 라이징 얼티메이트 폼(일본어: ライジングアルティミットフォーム 라이진구 아루티밋토 포무[*])와 11번째 헤이세이 가면라이더인 가면라이더 더블도 등장한다. 영화 개봉 전인 2009년 7월 28일, 오오스기 렌과 이시바시 렌지가 영화 홍보를 목적으로 각각 지옥대사, 사신 박사로 분장하여 도쿄도내를 돌며 "대쇼커당" 창당을 선언했다.

## 출연

### 주연
- 이노우에 마사히로
- 무라이 료타
- 토타니 키미토
- 쿠라타 테츠오
- 카슈 토시키
- 오오우라 류이치
- 이시바시 렌지
- 모리 칸나
- 각트
- 오쿠다 타츠히토
- 아레이 모에
- 오스기 렌

### 조연
- 카토 세이조
- 스즈무라 켄이치
- 세키 토모카즈
- 세키 토시히코
- 하기노 타카시
- 도쿠야마 히데노리
- 사와시로 미유키
- 마크 오키타

## 시놉시스
카도야 츠카사=가면라이더 디케이드가 방문한 어떤 세계. 그곳에서는 왠지 츠카사가 찍은 사진이 예전과는 달리 정상적으로 나오고 있었다. 츠카사가 몇 안 되는 기억을 의지하여 어떤 양옥에 간신히 도착하자 그곳엔 츠카사의 여동생과 자칭하는 소녀 카도야 사요가 있었으며 츠카사는 여기가 자신의 세계라고 확신한다.
그러나 이 세계에서도 세계의 붕괴는 진행되고 있었다. 사요를 시중드는 츠키카게 노부히코는 세계의 붕괴의 원인이 각 세계에서 태어난 라이더들에게 있다고 하여 그것을 멈추기 위해서는 최강의 라이더를 단 1명 결정하지 않으면 안된다고 말한다. 그 말을 들은 츠카사는 「라이더 토너먼트」의 개최를 결정한다. 각 세계를 여행한 츠카사가 중개가 되어 잇달아 집결해 싸우는 라이더들. 그러나 그 싸움의 뒤에는 각 세계의 악의 조직에 의해 구성된 조직 「대쇼커」의 음모가 숨겨져 있었다.
「라이더 토너먼트」의 결착과 함께 사와 츠키카게의 거동이 수상해져 회장이 붕괴. 기절한 유스케와 나츠미는 대쇼커의 본부로 데리고 가져 버린다. 나츠미를 쫓아 온 에이지로는 갑자기 대쇼커의 대간부인 사신박사로 변신하고 그 상황에 한층 더 츠카사가 나타나 자신의 진짜 정체를 드러낸다. 츠카사는 대쇼커의 대수령이며 「라이더 토벌」이 그의 진정한 목적이었던 것이다.
변모한 츠카사들에게 쫓겨, 대쇼커 본부를 탈출한 유스케와 나츠미는 사요에게로 향한다. 그러나 사요는 자신을 두고 차원을 넘는 여행을 떠난 오빠를 깊이 원망하고 있어 그 미움으로부터 대쇼커의 대신관 비슘으로 각성한다. 그리고 유스케도 또 사요가 가진 「땅의 돌」의 힘에 의해서 금단의 어둠을 가져오는 「라이징 얼티메이트」로 강제로 각성하고 상냥한 마음을 잃어 사요의 꼭두각시로 변모해 버린다. 혼자 남겨진 나츠미는 디케이드를 믿은 자신의 판단이 잘못이었는지 의문을 품는다.
스스로의 목적을 완수하여 있을 곳을 간신히 얻었음이 분명한 츠카사였지만 세계의 붕괴는 멈추지 않았다. 실은 세계의 붕괴의 원인이 라이더였다는 것은 거짓이며, 츠카사의 세계를 건너는 힘을 이용해 대쇼커가 각 세계에 침공하기 위한 다리를 만드는 것이 대쇼커의 진정한 목적이었다. 그리고 각 세계의 라이더가 쓰러진 이상 더 이상 츠카사의 이용가치는 없어버렸다. 츠키카게와 사요에게 대수령의 자리를 빼앗겨 대쇼커 기지에서 추방 되는 츠카사. 그리고 히카리 사진관도 나츠미로부터 거절당해 츠카사가 있을 곳은 없어져버렸다.
라이더 토너먼트에 의해 각 세계의 라이더는 거의 멸종. 계획대로 방해자인 라이더들을 지워 없앤 대쇼커는 각 세계에 침공을 시작하고, 나츠미는 대쇼커의 공격으로부터 피하기 위해 나루타키와 가면라이더 디엔드 카이토 다이키의 도움에 의해 도주를 계속한다. 그 무렵, 동료도 있을 곳도 목적도 잃어버려 자포자기가 된 츠카사의 앞에 일찍이 츠카사의 손에 의해 조직에서 추방된 남자 유우키 죠지가 나타난다. 유우키는 츠카사의 생명을 빼앗으려고 하였지만 힘마저 잃은 츠카사에게 실망해 그를 질타한다.
유우키와의 만남을 계기로 츠카사는 대쇼커와의 싸움을 결의하고 대쇼커에게 습격당해 궁지에 몰린 나츠미와 디엔드를 구한다. 디엔드와 디케이드는 무수한 대쇼커 괴인 군단에 싸움을 걸지만 단 2명만으로는 차마 동등하게 싸우지 못하고 열세에 몰려 버리게 된다. 바로 그때, 나츠미의 기원에 응하는 것처럼 차원의 길이 열리며 디케이드를 구하기 위해 각 세계의 가면라이더가 세계의 벽을 넘어 집결한다. 그리고 지금 여기, 올라이더 대 대쇼커의 대결전이 시작된다.

## 주제가
《The Next Decade》 - 각트